# Simonsberg
Simonsberg és una ciutat del districte de Nordfriesland, dins l'Amt Nordsee-Treene, a l'estat alemany de Slesvig-Holstein. Es troba a 8 kilòmetres de Husum a la península d'Eiderstedt. El 2022 tenia 837 habitants.